# Brilliance of the Seas
El Brilliance of the Seas es un crucero de la Clase Radiance operado por Royal Caribbean International (RCI). Brilliance of the Seas entró en servicio en el año 2002 y tiene una capacidad máxima de 2543 pasajeros y 848 tripulantes.
Brilliance of the Seas realiza cruceros por el Caribe occidental desde Tampa, Florida durante la temporada de invierno y cruceros en aguas europeas durante la temporada de verano y otoño. Ahora también ofrece cruceros a las Bahamas y al Caribe.